# Luis Hernán Carvallo
Luis Hernán Carvallo, mit vollständigem Namen Luis Hernán Carvallo Muñoz, (* 21. September 1949 in Santiago de Chile) ist ein ehemaliger chilenischer Fußballspieler und -trainer. Der Mittelfeldspieler gewann die Meisterschaft 1966.

## Karriere

### Verein
Luis Hernán Carvallo kam aus der Jugend von Universidad Católica 1966 zur Profimannschaft, wo er bis 1976 teils gemeinsam mit Bruder Fernando Carvallo spielte. 1966 nahm er mit den Teamkollegen Adán Godoy, Hugo Cicamois und Esteban Varas für den neu gegründeten Klub Deportes Concepción an einem Spiel gegen Dynamo Kiew teil.
In seiner Debütsaison bei Universidad Católica 1966 wurde Luis Carvallo chilenischer Meister. 1970 wechselte er auf Leihbasis zu Unión Española und kehrte wieder zu Universidad Católica zurück. 1976 musste er aufgrund eines Bandscheibenvorfalls seine Karriere beenden.

### Trainer
Carvallo sammelte erste Trainererfahrungen in der Jugend von Universidad Católica. Danach war er als Co-Trainer beim CD Palestino und bei Unión Española tätig. 2008 wurde er nach der Entlassung von Jorge Garcés erst Interimstrainer, später dann Cheftrainer des Vereins spanischer Einwanderer, für den er bis 2009 im Amt war. Im September 2011 kehrte Carvallo als Jugendtrainer zu Universidad Católica zurück und übernahm das Traineramt der U-17-Mannschaft.

## Erfolge

### Spieler
Universidad Católica
- Chilenischer Meister: 1966
- Segunda División: 1975

Unión Española
- Torneo Metropolitano: 1970

### Trainer
Universidad Católica
- Chilenischer Vizemeister: 2009-A

## Sonstiges
Sein Vater Hernán Carvallo war ebenfalls Profifußballspieler und siebenmaliger Nationalspieler. Luis Hernáns Bruder Fernando Carvallo spielte ebenfalls lange Zeit bei CD Universidad Católica.